# Google Reader
Google Reader è stato un aggregatore web-based, in grado di leggere feed atom ed RSS in modalità online o offline.

## Storia
Messo a disposizione da Google il 7 ottobre 2005 attraverso Google Labs, è uscito dallo stato di beta il 17 settembre 2007.
Nonostante le proteste degli utilizzatori più assidui, il 13 marzo 2013 Google ha annunciato la chiusura del servizio.
Richard Gingras ha motivato la scelta di chiudere il popolare aggregatore, spiegando che il poco traffico presente sulla piattaforma non era più sufficiente a giustificarne il mantenimento.
Il servizio ha chiuso i battenti il 1º luglio 2013 causando, fin dall'annuncio della sua chiusura, una crescita esponenziale di iscritti sulle piattaforme concorrenti. A tal proposito, Google ha dato la possibilità ai suoi utenti, fino al 15 luglio 2013, di effettuare un backup dei propri dati tramite Google Takeout, per poi esportarli o salvarli.